# روبرت إي. هيو
روبرت إي. هيو (بالإنجليزية: Robert E. Vaughan)‏ هو مدرب كرة سلة أمريكي، ولد في 29 ديسمبر 1888، وتوفي في 18 فبراير 1969 في كروفوردسفيل في الولايات المتحدة.

## وصلات خارجية
- روبرت إي. هيو على موقع كلية كرة السلة في سبورتس رفرنس.كوم (الإنجليزية)